# Herb Hondurasu

Herb Hondurasu

Herb Hondurasu ustanowiony został w 1825 roku, a w 1935, dokonano niewielkiej jego modyfikacji, po której jest obowiązującym do chwili obecnej.

## Opis herbu
Owalna tarcza w otoku z napisem República de Honduras, libre, soberana e independiente. 15 de septiembre de 1821 (z hiszp. Republika Hondurasu, wolna, suwerenna i niepodległa. 15 września 1821). W polu tarczy, piramida górująca ponad wodami oceanu, Na niej „oko opatrzności”. W klejnocie kołczan ze strzałami. Herb zdobią po bokach panoplia, w postaci rogów obfitości. Herb wsparty jest na postumencie plenerowym w postaci skał wapiennych z wyobrażeniem kopalni, symbolizującej przemysł wydobywczy.

## Symbolika herbu
Kołczan ze strzałami symbolizuje rdzennych mieszkańców kraju. Elementy krajobrazu ukazane w postumencie: dęby, sosny, narzędzia i urządzenia górnicze, to symbole bogactwa naturalnego państwa.